# V (jogo eletrônico)
"V" é um Video game da popular série de televisão da década de oitenta, V. Ele foi desenvolvido pela Ocean Software.